# Cycas taiwaniana
Cycas taiwaniana är en kärlväxtart som beskrevs av William Carruthers. Cycas taiwaniana ingår i släktet Cycas, och familjen Cycadaceae. IUCN kategoriserar arten globalt som starkt hotad. Inga underarter finns listade i Catalogue of Life.

## Bildgalleri

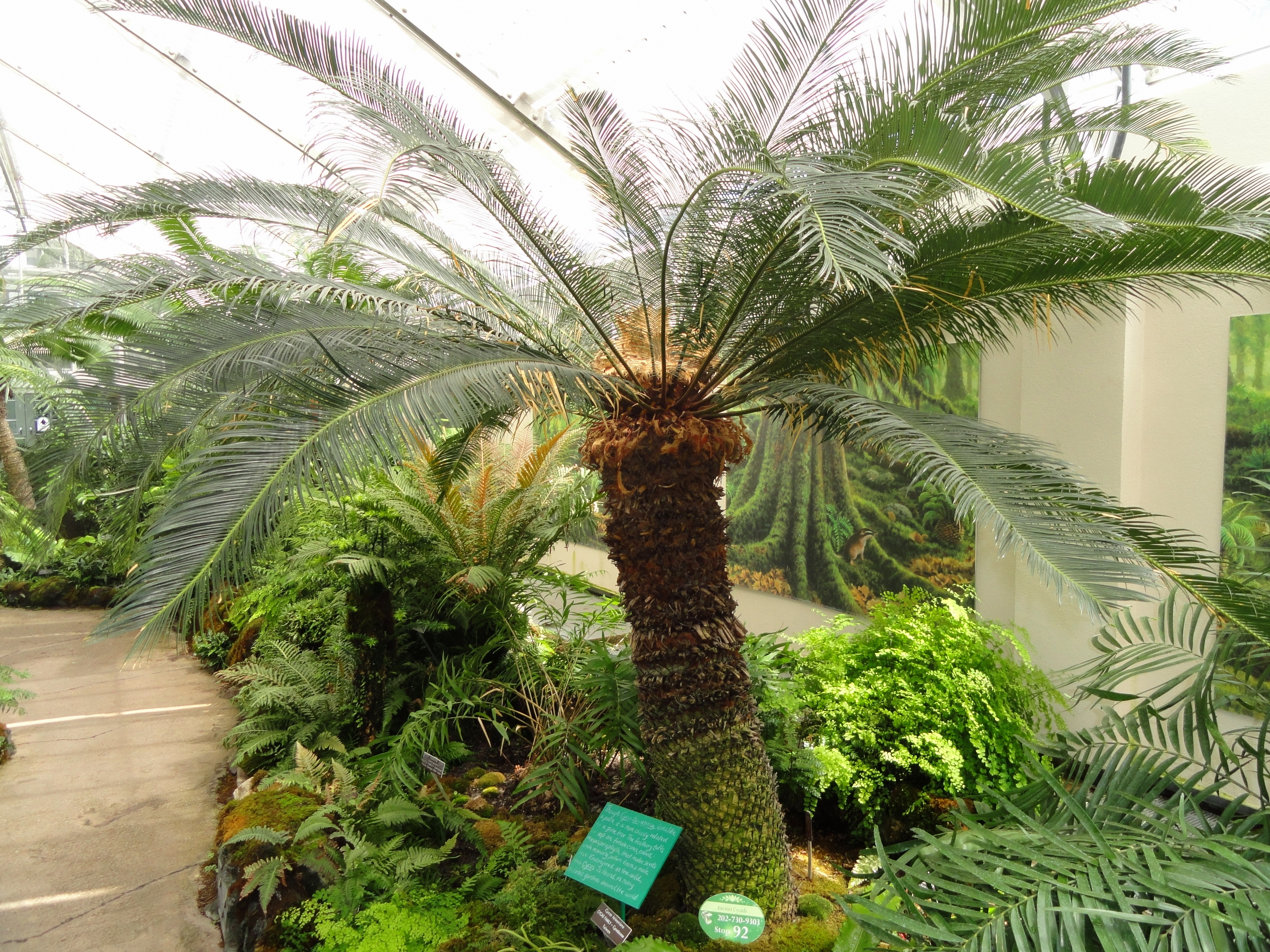
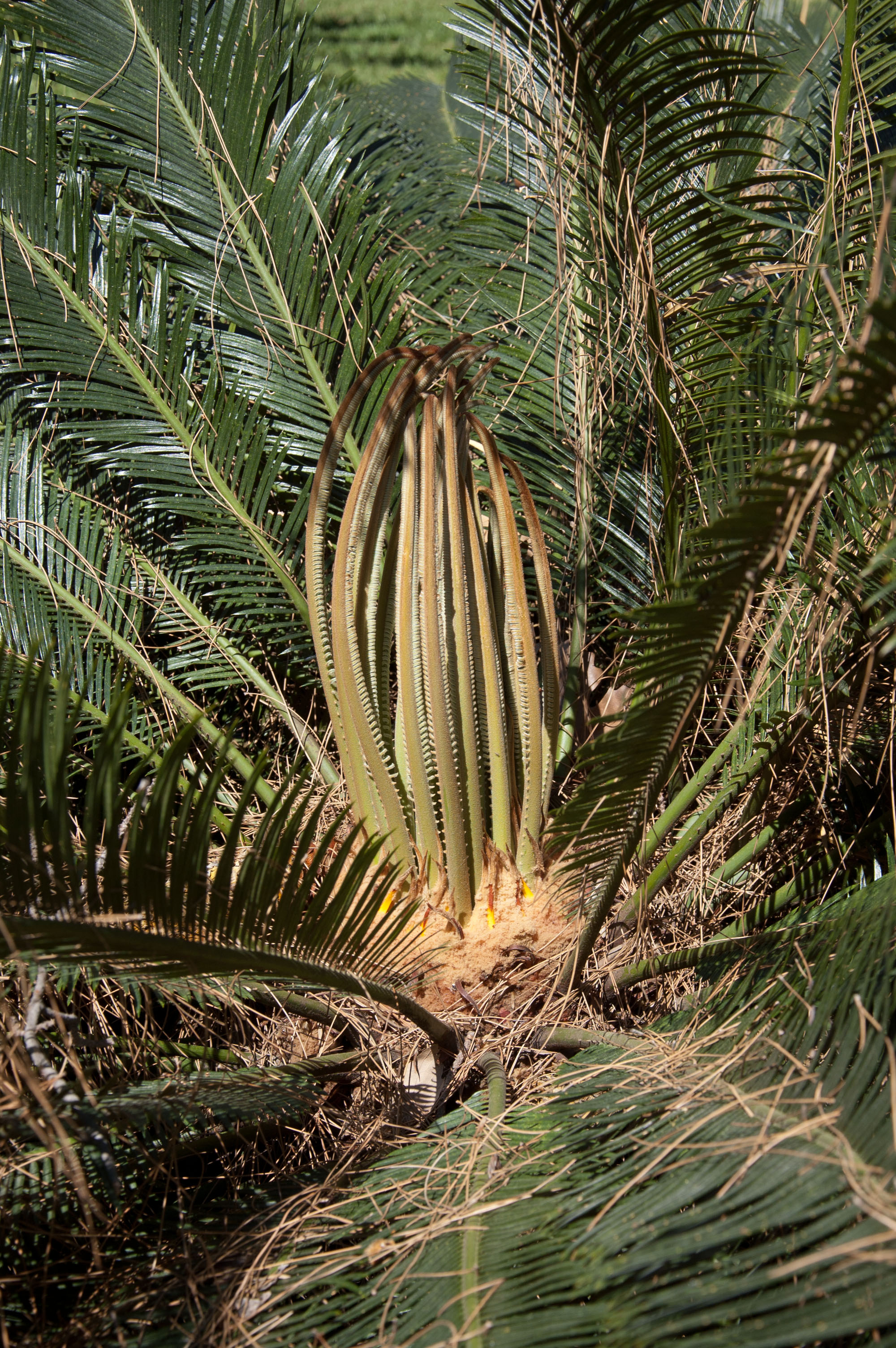